# 加藤明煕
加藤 明煕（かとう あきひろ）は、近江国水口藩3代藩主。水口藩加藤家7代。

## 生涯
享保6年（1721年）9月21日、分家の加藤明教の次男として江戸で生まれる。延享2年（1745年）8月21日に宗家で水口藩第4代藩主・加藤明経の養子となり、10月18日に豊後守に任官する。延享3年（1746年）、明経の死去により家督を継いで第5代藩主となった。
江戸城和田倉門番、大坂加番、勅使接待役など江戸幕府の公役を歴任した。しかし病に倒れ、晩年は養子の明堯に藩政の実権を譲った。明和4年（1767年）10月14日、江戸藩邸で死去した。享年47。跡を明堯が継いだ。

## 系譜
父母
- 加藤明教（実父）
- 松下直綱の娘（実母）
- 加藤明経（養父）

正室
- 松平資訓の娘

側室
- 大木氏

子女
- 加藤明陳（次男）生母は大木氏（側室）
- 幾之助
- 加藤明朝
- 加藤明旨
- 加藤煕峯
- 梅小路定福室
- 冷泉為栄室
- 松平直行正室

養子
- 加藤明堯 ー 松平忠名の次男